# 新約SDガンダム外伝 騎士王物語
『新約SDガンダム外伝 騎士王物語』（しんやくエスディーガンダムがいでん ナイトキングストーリー）は、バンダイの玩具カードダスを中心とした企画で、騎士ガンダムシリーズの第14作である。2020年10月にシリーズ第1弾である「吹雪の鬼屍団編」が発売。

## 概要
騎士ガンダムシリーズの第14作で、今まで不鮮明だったキングガンダムI世とその時代の円卓の騎士の活躍を描いた作品となっている。

## 登場人物
（）内はモデルとなったキャラクター。ただし、モチーフについて公式には発表されていないので諸説ある。

### 円卓の騎士団
爵騎士＜デュークナイト＞カノンガンダム／騎士団長カノンガンダム／キングガンダム／キングガンダムI世
ブリティス王国のイオリオ王の警護を務める騎士。ブリザーデスとの戦いでヴァトラスの剣を手にした。アーサーガンダムの後任でブリティス王国の騎士団長に就任。ミスティッククリスタル、黄金の大剣、神鞘、海の加護、空の加護、月の宝玉、太陽の宝玉を得て、想いにより大地の宝玉が現れたことで3つの宝玉が嵌って覚醒した神鞘インヴィンシブルとそれにより進化したキングキャリバーと真の力に目覚めたヴァトラスの剣による海と空の加護を繋ぐ大地の加護、それらにより現れたキングアーマーを纏ってキングガンダムになり、ミスティッククリスタルから誕生して神獣に乗って総統竜を倒した。その後、ブリティス王国の国王キングガンダムI世として即位し島を統一した。
騎士団長アーサーガンダム／騎士アーサーガンダム
爵騎士カノンガンダムの弟。ブリティス王国の騎士団長。ブリザーデスとの戦いの後、既に死体であったとはいえ仕える王を殺めた自責の念から騎士団長を辞任して兄を後任にした。ブリティスに伝わるフルアーマーの鎧を使用。
鎧戦士＜アーマーファイター＞ガンダムF90（ガンダムF90）
ブリティス王国の騎士。
白金卿＜プラチナロード＞（百式改）
カノンガンダムの昔からの知り合い。
僧侶ガンタンクR（ガンタンクR-44）
ブリティス王国の僧侶。本拠地攻略では「銀の円盤」を用いて城を覆う邪悪のフィールド「ポジリフ」を打ち破った。
龍騎士ファルコガンダム
カノンガンダムにイオリア王の下に元凶があると告げた謎の男。龍機ドラグーンを操る「雷」一族の正当後継者。一族の遺産である聖龍城の残骸を穢す総統の尾を追っている。雷龍剣ではなくリードソードを使用。戦いの後も元凶に備えてブリティスに残った。
薔薇騎士ロゼッタガンダム
海賊船エターナルを駆る「赤の海賊団エターナルウインド」の頭領。レッドウォーリア一族の女傑で元レガシム王国の騎士団長。
銀騎士＜シルバーナイト＞Ζガンダム（Ζガンダム3号機）
オノゴロ島の神殿を護る騎士兄弟。金騎士グレイΖガンダムの弟。
法術士メテオガンダム（νガンダム（ハイ・ストリーマー版））
各地を転々としている放浪の神官。オノゴロ島の戦いで仲間になった。
仮面騎士ジェイバー（ガーベラ・テトラ）
旅の騎士。ドレスデン王国の騎士団長。仮面を被り素性を隠して武者修業の旅をしていた所、オノゴロ島の神殿で戦いに巻き込まれた。
仮面騎士ファイブ（ガンダムMk-V）／蛮騎士＜バーバリアナイト＞コナンガンダム
過去の記憶を失っている騎士。その正体はスタ・ドアカワールドに飛ばされたコマンドガンダムであり、嵐虎騎士ブイツーによって洗脳され、ファルコの命を狙う刺客とされてしまった。
闘士メガガンダム（メガゼータ）
総統の尾に故郷を侵略されレジスタンスに所属していた。ヘリオポリス平原の戦いで仲間になった。
嵐騎士ガンマガンダム
総統の尾に故郷を侵略されレジスタンスに所属していた。ヘリオポリス平原の戦いで仲間になった。

### その他人物

#### 吹雪の鬼屍団
重戦士ガンキャノン兄弟（ガンキャノン）
ブリティス王国の重戦士三人兄弟。白金卿の友人。後に、F90が円卓の騎士脱退後に白金卿の推挙によって末弟が後任の円卓の騎士として選ばれ、長兄はラクロア王国、次兄はダバード王国へと旅立っていった。また、おまけのエピローグでは三兄弟それぞれに子供がいることが描かれている。
僧侶ジャグラー（NT試験用ジム・ジャグラー）
ブリティス王国の僧侶。
闘士リックガン（陸戦型ガンダム）

黒獅子剣士ディジェSE-R（ディジェSE-R）
ブリティス王国の剣士
イオリア王（イオリア・シュヘンベルグ）
ブリティス王国の国王だが既に死亡しており、死体の状態で総統の尾の傀儡と化していた。玉座に安置していたヴァトラスの剣はカノンがエンドアンデッド騎士タイタニアの決戦時に抜いて所有する事になる。
騎士ムウ（ムウ・ラ・フラガ+メビウス・ゼロ）
ブリザーデスに故郷のユニウス村を滅ぼされた騎士。
戦士ジョブジョン（ジョブ・ジョン+ガンタンク）
ブリティス王国の戦士
ユニウス村の難民（フレイ・アルスター、ミリアリア・ハウ、サイ・アーガイル、トール・ケーニヒ）
狩人ヘビーガンダム（ヘビーガンダム）
森の民でありカノンガンダムとは遠縁の親戚。大斧を使って巨大な獲物の狩りを専門にしている。後世の円卓の騎士である剛騎士ヘビィガンダムの父親。フランデッドとの戦いで死亡。
モンスターバストライナーホーク（バストライナー）
ヘビーガンダムに従う巨大な鷹モンスター。フランデッドとの戦いで死亡。
北方兵士ジム（ジム）

ブリティスの人々（サイド7からの避難民）

#### 孤島に眠る幻獣
金騎士＜ゴールドナイト＞グレイΖガンダム（グレイ・ゼータ）
オノゴロ島の神殿を護る騎士兄弟。銀騎士Ζガンダムの兄。インフェルデスとの戦いで死亡。グレイΖの「黄金の大剣」はカノンガンダムが受け継ぎ、後にキングキャリバーになった。
騎士見習いガンダムF90II（ガンダムF90 2号機）
鎧戦士ガンダムF90の長男。その後『聖機兵物語』で傭兵騎士マルスガンダムと名乗り登場。
大僧正ガンタンク（ガンタンク）
ブリティス王国の大僧正。
海賊騎士シスクード（シスクード）
赤の海賊団の騎士。
海賊闘士スーパーディアス（スーパーディアス）
赤の海賊団の闘士。
海賊術士フォー（ガンダムMk-IV）
赤の海賊団の法術士。
海賊騎士三人娘（アサギ・コードウェル、マユラ・ラバッツ、ジュリ・ウー・ニェン）
赤の海賊団の騎士。
海賊兵士アクアジム（アクア・ジム）
赤の海賊団の兵士。
巫女マリュー（マリュー・ラミアス+アークエンジェル）&ナタル（ナタル・バジルール+ドミニオン）
オノゴロ島の巫女。総統の尾の正体が遥か星の外から来たものである事を告げる。
島民ビーチャ（ビーチャ・オーレグ）、モンド（モンド・アガケ）、イーノ（イーノ・アッバーブ）
オノゴロ島の島民。
賢者アントニオ
オノゴロ島に住みついていた旅の賢者。渦流神ストリームカイザーが憑依している。カノンに神鞘を託し、3つの宝玉を集めて神鞘を覚醒させるよう告げた。
幻獣メビウスゼロマーライオン（メビウス・ゼロ+マーライオン）
大幻獣。カノンを認め海の加護を授けた。
暗黒騎士アマツ／騎士ゴールドフレーム（ガンダムアストレイ ゴールドフレーム天）
総統の尾を倒すためにミスティッククリスタルを欲していた。しかしそのための力を得ようと闇の鎧に手を出したことで闇に堕ちてしまっていた。デスドレイグのブリティス城襲撃に乗じてミスティッククリスタルを奪おうと城内に侵入したが、アーサーに闇の鎧を破壊され正気を取り戻し、北海の孤島にある総統の尾の本拠地の場所を教えた。

#### 蛮騎士覚醒
女王タリア（タリア・グラディス）
レジンスタンスを束ねるリーダー。「総統の尾」に自国を滅ぼされた亡国の女王。
剣士ネロ （ネロ）
レジスタンスの剣士
僧侶イーネロ （EWACネロ）
レジスタンスの僧侶
戦士ネロトレーナー （ネロ・トレーナー）
レジスタンスの戦士
獣王プロトラゴゥ （プロトラゴゥ）
「獣の領域」と呼ばれる森林地帯に住むモンスターの王。神鞘を持つカノンガンダムに月の宝玉を授けた。後にキングガンダムI世と互いに正義の天秤となる盟約を交わした。
モンスターステルスバクゥ（バクゥ戦術偵察タイプ）
獣王配下の強力なモンスター。幼い頃の獣王ラゴゥが乗っている個体もいる。
青銅巨人クシャトリヤ(クシャトリヤ)
本来はヘリオポリスの神殿を守護する青銅の巨人。しかし破滅王クルーゼに操られカノンガンダムたちを大剣で襲撃してしまう。太陽の宝玉が内蔵されていた。後に建造された「青銅巨像クシャトリア」はこの巨人が元となっている。
幻獣グラスパーグリフォン(スカイグラスパー)
ヘリオポリス平原の聖地にいる大幻獣。友である巨人を解き放ったカノンを認め空の加護を授けた。

#### 栄光の騎士王
神獣アークエンジェルドラゴン （アークエンジェル）
ミスティッククリスタルから誕生した神獣。
兵士ライトアーマー （ジーライン ライトアーマー）
ブリティス王国の兵士
道士スタンダード （ジーライン スタンダードアーマー）
ブリティス王国の道士
狩人タムラ（タムラ）
ブリティス王国の狩人
ストリームコア
渦流神ストリームカイザーの核。賢者アントニオに憑依していた。キングガンダムに聖杯を与える。

### 総統の尾
総統竜＜フューラードラゴン＞ジャークヴァイス（ズムシティ公王庁）
敵本拠地「フォッシルパレス」自体が本体であり「総統の尾の根元」。古代の戦いにて撃沈した遺跡と化した聖龍巨神ドラグーンパレスの一つがフューラーザタリオンの影響を受け変異したもの。

#### ブリザーデス
モンスターリビングアンデッドジムII（ジムII）
ブリザーデスの生ける屍
モンスタースケルトンザクキャノン（ザクキャノン）
ブリザーデスの骸骨モンスター
モンスタービーストデザートザク（ザク・デザートタイプ）
ブリザーデスの山猫型モンスター
モンスター巨兵モアゾック（ゾック）
ブリザーデスの巨大鳥型モンスター
モンスタードラゴンゾンビギャプラン（ギャプラン）
ブリザーデスの竜型モンスター
モンスタードラゴンボーンバイアラン（バイアラン）
ブリザーデスの竜型モンスター。スケルトン兵士ハイモビリティスが騎乗。
スケルトン兵士ハイモビリティス（高機動型試作機）
ブリザーデスの骸骨兵士。
モンスター呪いの鎧クゥエル（ジム・クゥエル）
ブリザーデスの鎧モンスター
スケルトン剣士ハイザック（ハイザック・カスタム）
ブリザーデスの骸骨剣士。
スケルトン戦士グフフライト（グフフライトタイプ）
ブリザーデスの骸骨戦士。
スケルトン魔法使いゲルググキャノン（ゲルググキャノン (トーマス・クルツ機））
ブリザーデスの魔法使い
スケルトン戦士ランバザク（ザクI（ランバ・ラル機））
ブリザーデスの骸骨戦士。
邪騎士シンザク（高機動型ザクIIR-1A型（シン・マツナガ機））
「総統の尾」直属の邪騎士。
スケルトン騎士ゼク・アイン（ゼク・アイン）
ブリザーデスの骸骨騎士
スケルトン闘士ゼク・ツヴァイ（ゼク・ツヴァイ）
ブリザーデスの骸骨闘士
スケルトン剣士バウンドドック（バウンド・ドック）
ブリザーデスの骸骨剣士。
エンドモンスターメッサーラ（メッサーラ）
ブリザーデスのアンデッドモンスター
妖魔騎士ハンブラビ（ハンブラビ）
ブリザーデスのアンデッド騎士。
シロッコ王（パプテマス・シロッコ)／エンドアンデッド騎士タイタニア（タイタニア）
隣国ジュピトリス国の国王に成り代わっている「総統の尾」の一体。エンドアンデッド騎士タイタニアが本来の正体。
騎士レコア（レコア・ロンド)／エンドアンデッド騎士パラスアテネ（パラス・アテネ）
シロッコ王配下の騎士。エンドアンデッド騎士パラスアテネが本来の正体。
呪術士サラ（サラ・ザビアロフ）／エンドアンデッド騎士ボリノークサマーン（ボリノーク・サマーン）
シロッコ王配下の呪術士。イオリア王の死体を操っていた。エンドアンデッド騎士ボリノークサマーンが本来の正体。

#### インフェルデス
青闘士ディザート・ザク（ディザート・ザク〈青の部隊仕様〉）
青騎士ゲルググ（ゲルググ〈青の部隊仕様〉）
青呪術士アイザック（アイザック〈青の部隊仕様〉）
モンスターネッシーマ（アッシマー+ネッシー）
モンスタークラブガザD（ガザD）
オーブ海峡のモンスター。
モンスターアノマロガ・ゾウム（ガ・ゾウム）
オーブ海峡のモンスター。
モンスターヒドラカプール（カプール）
モンスターシービショップザクダイバー（ザク・ダイバー）
モンスタークラーケンジオグーン（ジオグーン）
オーブ海峡の主モンスター。
ゾンビモンスターヘルハウンドガルスJ（ガルスJ (グレミー軍仕様)）
インフェルデスの魔獣モンスター。
モンスターリビングアンデッドダガーL（ダガーL）
インフェルデスのける屍
モンスターリビングアンデッドキュベレイ（量産型キュベレイ）
インフェルデスのける屍
邪鬼戦士ザクIII（ザクIII）
インフェルデスの骸骨闘士。
攻空士＜アタッカー＞バウ（バウ（グレミー軍仕様)）
インフェルデスの飛行モンスター。
ゾンビモンスターズサナッター（ズサ〈グレミー軍仕様〉）
インフェルデスの魔獣モンスター。
獣騎士ズ・バウ
攻空士バウとゾンビモンスターズサナッターの融合騎士。
邪騎士ギャビーザク（高機動型ザクIIR-2型（ギャビー・ハザード機））
「総統の尾」直属の邪騎士。
邪術士オウギュスト（オウギュスト・ギダン)／エンドアンデッド騎士ドライセン （ドライセン）
灼熱王グレミー配下の邪術士。エンドアンデッド騎士ドライセンが本来の正体。
強闘士ラカン（ラカン・ダカラン）／エンドアンデッド騎士ドーベン・ウルフ（ドーベン・ウルフ）
灼熱王グレミー配下の強闘士。エンドアンデッド騎士ドーベン・ウルフが本来の正体。
灼熱王グレミー（グレミー・トト）／エンドアンデッド騎士インフェルノマンサ（クィン・マンサ）
インフェルデスを指揮する「総統の尾」の一体。エンドアンデッド騎士インフエルノマンサが本来の正体。地獄の門を開ける「死者の書」でアンデッドの軍勢を増やそうとオノゴロ島の神殿に侵攻した。

#### マドコープス
モンスターマッドブッシュザク (ザクIIF2型（キンバライト基地仕様）)
モンスター巨兵ゾディアック (ゾディ・アック)
粛清王ジャミトフ（ジャミトフ・ハイマン）／エンドアンデッドモンスター邪鬼巨兵ドゴス・ギア （ドゴス・ギア）
マドコープスを指揮する「総統の尾」の一体。エンドアンデッドモンスター邪鬼巨兵ドゴス・ギアが本来の正体。月の宝玉を狙って「獣の領域」に侵攻した。

#### フランデッド
邪鬼兵士ジン (ジン)
フランデッドの邪鬼兵士
邪鬼戰士デザートロンメルザク（デザートザク（デザート・ロンメル機））
フランデッドの邪鬼戰士
邪鬼騎士デザートゲルググ（デザート・ゲルググ）
フランデッドの邪鬼騎士
邪騎士ギリアムザク（高機動型ザクIIR-2型（ロバート・ギリアム機））
「総統の尾」直属の邪騎士。
エンドアンデッド騎士シグー（シグー）& エンドアンデッド騎士ゲイツ (ゲイツ（クルーゼ機）)
破滅王クルーゼの側近。破滅王クルーゼから直接分化したクローンのような存在。これまでの「エンドアンデッド騎士」と違い人間態はない。
破滅王クルーゼ（ラウ・ル・クルーゼ）／エンドアンデッド騎士プロヴィデンスG（プロヴィデンスガンダム）
フランデッドを指揮する「総統の尾」の一体。エンドアンデッド騎士プロヴィデンスGが本来の正体。

#### デスドレイグ
モンスター骸骨竜オッゴ（オッゴ）
デスドレイグの小型アンデッドドラゴン
モンスター地屍竜ガズウート（ガズウート）
デスドレイグのアンデッドドラゴン
モンスター幽鬼竜ユークリッド（ユークリッド）
デスドレイグのアンデッドドラゴン。
モンスター装甲竜フォビドゥンヴォーテクス（フォビドゥンヴォーテクス）
デスドレイグのアンデッドドラゴン。
屍兵士ハイザック（ハイザック）
デスドレイグの屍兵士
屍剣士デナン・ゲー（デナン・ゲー)
デスドレイグの屍剣士
邪鬼騎士ウィンダム (ウィンダム)
デスドレイグの邪鬼騎士
邪鬼魔道士ビグ・ラング（ビグ・ラング）
デスドレイグの邪鬼魔道士
邪騎士ヅダ（ヅダ）
「総統の尾」直属の邪騎士。邪騎士たちは各「実体化した総統の尾の一部」を監視する役割を「総統の尾の根元」より命じられたアンデッドではない構成員。
エンドアンデッドドラゴンファルメル （ファルメル）
竜となったの「総統の尾」の一体。背
エンドアンデッドドラゴンデストロイ(デストロイガンダム)
竜となったの「総統の尾」の一体。
エンドアンデッドドラゴンヒルドルブ （ヒルドルブ)
竜となったの「総統の尾」の一体。
メガエンドアンデッドドラゴンドゴス・ギア（ドゴス・ギア）
竜となり蘇った「総統の尾」の一体、エンドアンデッドモンスター邪鬼巨兵ドゴス・ギア
メガエンドアンデッドドラゴンタイタニア（タイタニア）
竜となり蘇った「総統の尾」の一体、エンドアンデッド騎士タイタニア
メガエンドアンデッドドラゴンインフェルノマンサ（クィン・マンサ）
竜となり蘇った「総統の尾」の一体、エンドアンデッド騎士インフェルノマンサ
メガエンドアンデッドドラゴンプロヴィデンスG（プロヴィデンスガンダム）
竜となり蘇った「総統の尾」の一体、エンドアンデッド騎士プロヴィデンスG
総帥ギレン（ギレン・ザビ）／屍竜王ソーラレイ (ソーラ・レイ)
デスドレイグを指揮する「総統の尾」の一体。屍竜王ソーラレイが本来の正体。カノン達がヘリオポリス平原に向かった隙にミスティッククリスタルを狙って配下をブリティス城に差し向けた。戦いに敗れて城に取り込まれてしまった（解説書と違ってカード裏では屍竜王ソーラレイは総統の尾の根元であり、居城と合体して真の姿になったとされている）。カード内にはセシリアも描かれている。

### その他
キングガンダムII世、キングガンダムIII世、キングガンダムIV世、キングガンダムV世
第1弾のプロローグとして収録されている過去作に登場したキングガンダムI世の息子、孫、2人の曾孫。キングガンダムII世（皇騎士ガンダム）は第4弾のおまけのエピローグとして誕生時も描かれている。
フレームガンダムAGE-1[Z]／コマンドフォーミュラーZ／コマンドガンダム／Vコマンドガンダム／ジェネラルガンダム／ターボランダー／武者夷礼坐頑駄無／ライズXXガンダム
第3弾「蛮騎士覚醒」にミニ特集として収録されている蛮騎士コナンガンダム（コマンドガンダム）の過去や未来の姿。
プロトタイプフューラー
フューラーザタリオンの最初期の姿。
冥光騎士ターンエーガンダム
冥府神アルファハイデスの核。総統竜が冥府に落ちた際に争いを嫌って自ら冥府に落ちていった神鞘インヴィンシブルをエピローグ1にて預かった。
青銅巨像クシャトリア
エピローグ2にてキングガンダムI世が慰霊碑としてヘリオポリス平原に建立。
フューラーザタリオン
「総統の尾」の元凶。蛮騎士コナンガンダム（コマンドガンダム）の宿敵。エピローグ5にてファルコ＆コナンと戦う。（新約SDガンダム外伝 救世騎士伝承SP「龍機再来編」収録の「新SDガンダム外伝 ナイトガンダム物語エピソード0」）
邪獣王ギガサラマンダー
エピローグ6にてブリティス王国に侵攻したザビロニア帝国の帝王。（SDガンダム外伝 円卓の騎士編）

## 登場アイテム
ストリームコアと聖杯
渦流神ストリームカイザーの核。賢者アントニオに憑依してカノン達を導き、総統の尾を打倒し平和を取り戻した褒美として聖杯を与えた。
ミスティッククリスタル